# Дисульфид титана
Дисульфи́д тита́на — неорганическое соединение, соль переходного металла титана и сероводородной кислоты с формулой TiS2, относится к группе дихалькогенидов переходных металлов.
При обычных условиях — золотисто-жёлтые кристаллы со слабым запахом сероводорода, не растворимые в воде, реагирует с горячей водой с выделением сероводорода.
Применяется в качестве катодной массы электрохимических источников тока и аккумуляторов и в качестве твёрдого смазочного материала.

## Получение
Синтезом из элементов:
{\displaystyle {\ce {Ti + 2S ->[{\ce {T}}] TiS2 + 335 kJ}}}.
Нагреванием смеси паров тетрахлорида титана и сероводорода при высокой температуре, эта реакция пригодна для формирования тонких плёнок вещества на какой-либо подложке, реакция протекает в две стадии:
{\displaystyle {\ce {TiCl4 + H2S ->[800-850\ {\ce {^{o}C}}] TiCl2S + 2HCl,}}}
{\displaystyle {\ce {TiCl2S + H2S ->[800-850\ {\ce {^{o}C}}] TiS2 + 2HCl,}}}
суммарная реакция:
{\displaystyle {\ce {TiCl4 + 2H2S ->[800-850\ {\ce {^{o}C}}] TiS2 + 4HCl}}}.
Действием сероводорода на элементарный титан при высокой температуре:
{\displaystyle {\ce {Ti + 2H2S ->[{\ce {T}}] TiS2 + 2H2}}}.
Дисульфид титана образуется также при действии расплавленной серы на дихлороксид титана при 120°С:
{\displaystyle {\ce {TiOCl2 + 2S ->[120\ {\ce {^{o}C}}] TiS2{}+ Cl2O}}}.
Действием сероводорода на тетрафторид титана при температуре красного каления:
{\displaystyle {\ce {TiF4 + 2H2S ->[{\ce {T}}] TiS2{}+ 4HF}}}.
Дисульфид титана образуется при восстановлении сульфата титана(IV) водородом:
{\displaystyle {\ce {Ti(SO4)2 + 8H2 -> TiS2 + 8H2O}}}.
Вместе с примесями дисульфид титана получается при пропускании очень медленного тока паров сероуглерода над нагретым спрессованным и высушенным диоксидом титана:
{\displaystyle {\ce {TiO2 + CS2 -> TiS2 + CO2}}}.

## Химические свойства
Разлагается при сильном нагревании без доступа воздуха:
{\displaystyle {\ce {2TiS2 ->[1000\ {\ce {^{o}C}}] Ti2S3 + S}}}.
Восстанавливается при нагревании в атмосфере водорода сначала до степени окисления +3, а затем до степени окисления +2:
{\displaystyle {\ce {2TiS2 + H2 ->[1000\ {\ce {^{o}C}}] Ti2S3 {+}H2S,}}}
{\displaystyle {\ce {TiS2 + H2 ->[>1000\ {\ce {^{o}C}}] TiS + H2S}}}.
Реагирует с расплавленными щелочами, пример реакции с гидроксидом калия с образованием титаната калия и сульфида калия:
{\displaystyle {\ce {TiS2 + 6KOH ->[{\ce {T}}] K2TiO3 + 2K2S + 3H2O}}}.
При нагревании реагирует с углекислым газом:
{\displaystyle {\ce {TiS2 + 2CO2 ->[{\ce {T}}] TiO2 + 2S + 2CO}}}.
При комнатной температуре диоксид титана устойчив к атмосферным воздействиям, но при умеренном нагревании на воздухе начинает окисляться до диоксида титана и диоксида серы. При сильном нагреве загорается:
{\displaystyle {\ce {TiS2 + 3 O2 ->[{\ce {T}}] TiO2 + 2 SO2}}}.
При реакции с горячей концентрированной серной кислоты образуется сульфат титанила, элементарная сера, сернистый газ и вода:
{\displaystyle {\ce {TiS2 + 3 H2SO4 ->[{\ce {T}}] TiOSO4 + 2 S + 2 SO2 + 3 H2O}}}.
При взаимодействии с холодной концентрированной азотной кислотой образует дигидроксид-динитрат титана, серу, диоксид азота и воду:
{\displaystyle {\ce {TiS2 + 6HNO3 ->[0\ {\ce {^{o}C}}] Ti(NO3)2(OH)2 + 2S + 4 NO2 + 2 H2O}}}.
Реакция взаимодействия с концентрированной соляной кислотой образует тетрахлородиакватитана и сероводород:
{\displaystyle {\ce {TiS2 + 4HCl + H2O -> Ti(H2O)2Cl4 + 2 H2S}}}.
Воcстановление активным металлом до элементарного титана в инертной атмосфере, например, в аргоне, активный металл окисляется до соответствующего сульфида:
{\displaystyle {\ce {TiS2 + 2 Ca ->[1000\ {\ce {^{o}C}}] 2 CaS + Ti,}}}
{\displaystyle {\ce {TiS2 + 2 Mg -> 2 MgS + Ti}}}.

## Физические свойства
Дисульфид титана при обычных условиях представляет собой золотисто-жёлтые, «бронзового» цвета чешуйчатые мелкие кристаллы, крупные кристаллы имеют золотистый цвет с зеленоватым оттенком, в мелкодисперсном виде после возгонки — бурый порошок. Диамагнетик.
Из-за взаимодействия с парами воды воздуха имеет слабый запах сероводорода. Не растворяется в холодной воде. Медленно реагирует с горячей водой. Огнеопасен, при сильном нагреве на воздухе загорается, выделяя диоксид серы.
Кристаллизуется в тригональной сингонии, пространственная группа P3m1, параметры ячейки a = 0,3397 нм, c = 0,5691 нм, Z = 1. Имеет слоистую кристаллическую структуру типа иодида кадмия.
При 1470 °C дисульфид претерпевает полиморфное превращение.
Атомы серы пространственно расположены в гексагональной плотной упаковке. Через каждые 2 плоских слоя атомов серы расположен плоский слой атомов титана, находящихся в октаэдрических полостях. Силы сцепления Ван-дер-Ваальса между двумя соседними слоями атомов серы малы и между слоями может происходить лёгкое скольжение, подобно скольжению слоёв атомов углерода в кристалле графита.
Теплоемкость дисульфида титана при 25 °C составляет 16,23 кал/(К·моль) или 55,4 Дж/(К·моль).
Стандартная теплота образования дисульфида титана составляет 80 ккал/моль.
Плотность дисульфида титана при 25 °C равна 3,22 г/см3.
Дисульфид титана является полупроводником с электронным типом проводимости c концентрацией носителей заряда ~1021 см3 и имеет высокую электропроводность характерную для полуметаллов.
Высокая электропроводность наряду с другими его свойствами обуславливает применение вещества в катодных массах литий-ионных аккумуляторов. Для увеличения электропроводности катодной массы в аккумуляторах его смешивают с сажей или графитом.

Обратимые интеркаляция и деинтеркалирование ионов лития между слоями атомов серы в кристалле дисульфида титана. Эти процессы происходят в материале катода при заряде и разряде некоторых типов литий-ионных аккумуляторов.

Дисульфид титана как и графит может обратимо интеркалировать и деинтеркалировать в свою кристаллическую структуру некоторые атомы и молекулы между слоями атомов серы так ка эти слои слабо связаны силами Ван-дер-Ваальса, например, атомыщелочных металлов, аммиак, гидразин, амиды кислот, при этом происходит «разбухание» кристаллической решётки с увеличением расстояния между кристаллическими слоями атомов. Дисульфид титана часто используется в качестве катодной массы в литий-ионных аккумуляторах и интеркаляция лития в это соединение изучена наиболее полно.
Интеркаляцию лития можно упрощённо описать в виде окислительно-восстановительной реакции:
{\displaystyle {\ce {TiS2 + xLi -> Li_{x}TiS2,}}}
где {\displaystyle {\ce {x}}} может принимать значения от 0 до 1.
Соединение {\displaystyle {\ce {Li_{x}TiS2}}} обычно записывают в ионной форме {\displaystyle {\ce {Li^+TiS2^-}}}.
На этом свойстве вещества основано его применение в качестве катодной массы аккумулятора как накопитель ионов лития. При разряде аккумулятора ионы {\displaystyle {\ce {Li+}}} внедряются в кристалл дисульфида титана. При разряде происходит обратный процесс.

## Применение
Применяется в качестве катодной массы электрохимических источников тока и аккумуляторов и в качестве твёрдого смазочного материала.

## Безопасность
Дисульфид титана относится согласно ГОСТ 12.1.005-88 к классу опасности III — вещества с умеренной степенью опасности. Предельно допустимая концентрация вещества в виде аэрозоля в воздухе производственных помещений 6 мг/м3. Требуется хранение с предосторожностями, так как вещество способно самовозгораться.